# Record News
Record News es una cadena de televisión abierta brasileña cuya programación se compone de noticias y espacios de actualidad. Es propiedad del Grupo Record, cuyo dueño es Edir Macedo. Comenzó sus emisiones el 27 de septiembre de 2007 como conmemoración del 54.º aniversario de la inauguración de la cadena RecordTV.
En 2014, según una investigación realizada por la revista Meio&Mensagem, Record News era la séptima emisora de televisión abierta más vista en Brasil. Dentro de esta lista, la emisora superaba a otras estaciones como RedeTV!, TV Gazeta y Mix TV.

## Historia

### Antecedentes
Para finales de 2006 e inicios de 2007, desde la gerencia de Rede Record ya existían planes para el lanzamiento de una emisora de noticias con el fin de fortalecer el área periodística, incursionar con nuevos proyectos en el rubro y buscar nuevos talentos para la emisora emblema de la empresa. Se había decidido que esta reemplazaría a Rede Mulher, cadena de televisión abierta que poseía una alta penetración por la banda UHF en cientos de municipios en todo el país.
A inicios de febrero, los ejecutivos de Rede Record viajaron a Atlanta, Georgia (Estados Unidos) con el fin de conocer las instalaciones de la célebre cadena de noticias CNN, cuyas oficinas principales se encuentran ubicadas en esa ciudad y cuyas operaciones se extendían a nivel internacional. 
Rede Record había construido varias instalaciones de tamaño considerable en todo el país y creó un nuevo reglamento de periodismo de cobertura regional para que sus estaciones afiliadas se adherieran a las nuevas normas. Para entonces, algunas de estas estaciones se resistían a adoptar estas pautas, por lo que el proceso se encontraba pendiente.
En una entrevista con el sitio web Portal Imprensa, el entonces presidente de Record, Alexandre Raposo, declaró que el nuevo canal de noticias sería un medio para aprovechar los productos periodísticos de la emisora, fortalecer la marca «Record» y volverla más conocida, aumentar sus posibilidades de crecimiento y llegar a un público más cualificado. Todo esto, según él, se traduciría en una rentabilidad considerable, debido a que la emisora bandera (Rede Record) generaba el 35% de sus ingresos a raíz de sus programas periodísticos.

### Lanzamiento del canal
Una de las primeras visualizaciones de Record News fue la emisión de una pancarta con el logo de la emisora y con una cuenta regresiva. Después de que esta llegara a cero, se emitió una especie de programa de inauguración. El evento contó con la presencia del entonces presidente de la República Luiz Inácio Lula da Silva; el gobernador del estado de São Paulo, José Sierra; el prefecto de la ciudad de São Paulo, Gilberto Kassab; el presidente de Record, Alexandre Raposo; el dueño de la emisora, Edir Macedo, con el protocolo siendo ejecutado por Celso Freitas. Para el final, Fafá de Belém cantó el himno nacional de Brasil.
Rede Record reemplazó a Rede Mulher, en un inicio con cobertura en 101 emisoras afiliadas por televisión abierta. No obstante, en ciertas ciudades la calidad de la señal de televisión era mala ya que no era lo suficientemente potente como para llegar a todos los municipios que Rede Record había anunciado en un comienzo.

## Sitios Oficiales
- Sitio oficial
- Record News en X (antes Twitter)
- Record News en Facebook